# Gabinete Benediktsson II
El Gobierno Benediktsson II fue el gobierno de Islandia desde el 9 de abril de 2024 hasta el 21 de diciembre de 2024 bajo la 51.ª Legislatura del Alþingi. Estuvo dirigido por el conservador Bjarni Benediktsson, que quedó primero en las elecciones legislativas, y se basó en una coalición de tres partidos. Sucede al gobierno Jakobsdóttir II.

## Antecedentes
Este gobierno estaba dirigido por la ex primera ministra saliente Katrín Jakobsdóttir. Estaba formado y apoyado por una coalición entre el Partido de la Independencia (Sja), el Partido Porgressita (Fram) y el Movimiento de Izquierda-Verde (Vg). Juntos tenían 37 diputados de 63, o el 58,7% de los escaños del Alþingi. 
Sucede así al gobierno Jakobsdóttir II, formado y apoyado por una coalición idéntica.

### Formacción
El 5 de abril de 2024, la primera ministra Katrín Jakobsdóttir anunció su deseo de presentarse a las elecciones presidenciales previstas para el 1 de junio, al mismo tiempo que anunciaba su dimisión del cargo de primera ministra.
El 9 de abril, la coalición gobernante eligió al ex primer ministro Bjarni Benediktsson para dirigir el gobierno. Formó su gobierno el mismo día.

## Moción de censura[3]
| Cámara                                                         | Candidato           | Voto |    |    |   |   |   |   |   |   | Total |
| -------------------------------------------------------------- | ------------------- | ---- | -- | -- | - | - | - | - | - | - | ----- |
| Alþingi 17 de abril de 2024 Mayoría absoluta requerida (32/63) | Bjarni Benediktsson | Sí   |    |    |   | 6 | 6 | 6 | 5 | 2 | 25/63 |
| Alþingi 17 de abril de 2024 Mayoría absoluta requerida (32/63) | Bjarni Benediktsson | No   | 15 | 13 | 7 |   |   |   |   |   | 35/63 |
| Alþingi 17 de abril de 2024 Mayoría absoluta requerida (32/63) | Bjarni Benediktsson | Aus. | 2  |    | 1 |   |   |   |   |   | 3/63  |

## Gabinete Ministerial
Partido de la Independencia      Partido Progresista      Movimiento de Izquierda-Verde

### Primer ministro de Islandia
| Fotografía | Primer ministro     | Período            | Período                 | Partido | Partido |
| Fotografía | Primer ministro     | Inicio             | Fin                     | Partido | Partido |
| ---------- | ------------------- | ------------------ | ----------------------- | ------- | ------- |
|            | Bjarni Benediktsson | 9 de abril de 2024 | 21 de diciembre de 2024 |         |         |

### Ministerios
| Ministerio                                     | Fotografía | Titular                       | Período                 | Período                 | Partido | Partido |
| Ministerio                                     | Fotografía | Titular                       | Inicio                  | Fin                     | Partido | Partido |
| ---------------------------------------------- | ---------- | ----------------------------- | ----------------------- | ----------------------- | ------- | ------- |
| Asuntos Exteriores y Cooperación al Desarrollo |            | Þórdís Kolbrún Gylfadóttir    | 10 de abril de 2024     | 21 de diciembre de 2024 |         |         |
| Finanzas y Asuntos Económicos                  |            | Sigurður Ingi Jóhannsson      | 10 de abril de 2024     | 21 de diciembre de 2024 |         |         |
| Infraestructura                                |            | Svandís Svavarsdóttir         | 10 de abril de 2024     | 21 de diciembre de 2024 |         |         |
| Asuntos Sociales y Mercado Laboral             |            | Guðmundur Ingi Guðbrandsson   | 19 de junio de 2023     | 21 de diciembre de 2024 |         |         |
| Salud                                          |            | Willum Þór Þórsson            | 28 de noviembre de 2021 | 21 de diciembre de 2024 |         |         |
| Alimentación, Pesca y Agricultura              |            | Bjarkey Olsen Gunnarsdóttir   | 10 de abril de 2024     | 21 de diciembre de 2024 |         |         |
| Ciencia, Industria e Innovación                |            | Áslaug Arna Sigurbjörnsdóttir | 28 de noviembre de 2021 | 21 de diciembre de 2024 |         |         |
| Educación e Infancia                           |            | Ásmundur Einar Daðason        | 28 de noviembre de 2021 | 21 de diciembre de 2024 |         |         |
| Turismo, Comercio y Cultura                    |            | Lilja Dögg Alfreðsdóttir      | 30 de noviembre de 2017 | 21 de diciembre de 2024 |         |         |
| Justicia                                       |            | Guðrún Hafsteinsdóttir        | 19 de junio de 2023     | 21 de diciembre de 2024 |         |         |
| Medio Ambiente, Energía y Clima                |            | Guðlaugur Þór Þórðarson       | 28 de noviembre de 2021 | 21 de diciembre de 2024 |         |         |